# Super Mario All-Stars
Super Mario All-Stars, noto come Super Mario Collection (スーパーマリオコレクション?, Sūpā Mario Korekushon) in Giappone, è una raccolta di videogiochi a piattaforme per il Super Nintendo Entertainment System (SNES). Contiene i remake dei quattro videogiochi di Nintendo della serie Super Mario pubblicati per il Nintendo Entertainment System (NES) e per il Famicom Disk System: Super Mario Bros. (1985), Super Mario Bros.: The Lost Levels (1986), Super Mario Bros. 2 (1988) e Super Mario Bros. 3 (1988). Come nei giochi originali, i giocatori controllano l'idraulico italiano Mario e suo fratello Luigi attraverso mondi tematizzati, raccogliendo power-up, evitando ostacoli e scoprendo segreti. I remake presentano la musica e la grafica aggiornata, inclusa l'aggiunta dello scorrimento con parallasse, una modificata fisica di gioco e correzioni di bug.
Nintendo Entertainment Analysis & Development ha sviluppato la raccolta dopo il completamento di Super Mario Kart (1992) su suggerimento del creatore di Mario Shigeru Miyamoto. Non più limitata dall'hardware del NES a 8 bit, Nintendo ha scelto di rifare i giochi per il SNES a 16 bit. Gli sviluppatori hanno basato i design aggiornati su quelli di Super Mario World (1990) e si sono sforzati di mantenere l'atmosfera dei giochi originali. Nintendo ha pubblicato Super Mario All-Stars in tutto il mondo alla fine del 1993 e lo ha ripubblicato nel 1994 con Super Mario World incluso. La raccolta ha segnato la prima volta che The Lost Levels venisse pubblicato al di fuori del suolo nipponico: questo gioco non fu pubblicato su NES nei territori occidentali poiché Nintendo all'epoca lo riteneva troppo difficile.
Super Mario All-Stars è stato ben accolto dalla critica ed è uno dei giochi di Super Mario con il maggiore incasso, con 10,55 milioni di copie vendute al 2015. I critici lo hanno considerato come uno dei migliori giochi per SNES, elogiandone la grafica e la musica aggiornata ma criticandone la mancanza di innovazione. All-Stars è servito da base per le successive riedizioni dei giochi di Super Mario ed è stato definito da Famitsū come un modello per i remake dei videogiochi. È stato ripubblicato due volte in occasione degli anniversari di Super Mario Bros.: nel 2010 (il 25º anniversario) in un'edizione speciale per Wii e nel 2020 (il 35º anniversario) per il Nintendo Switch come parte dei giochi classici nella libreria del servizio Nintendo Switch Online. Al 2011, sono state vendute 2,24 milioni di copie della riedizione per Wii, che però ha ricevuto un'accoglienza mista, criticata per essere identica all'originale raccolta per SNES, mancando di ulteriori giochi o funzionalità.

## Contenuto

Confronto tra la versione per NES (sopra) e la versione di Super Mario All-Stars (sotto) di Super Mario Bros. Notare l'ambiente e lo sfondo più dettagliato dell'ultima.

Super Mario All-Stars è una raccolta dei primi quattro videogiochi per console domestica della serie Super Mario: Super Mario Bros. (1985), Super Mario Bros.: The Lost Levels (1986), Super Mario Bros. 2 (1988) e Super Mario Bros. 3 (1988), originariamente pubblicati per le console a 8 bit Nintendo Entertainment System (NES) e Family Computer Disk System. Inoltre, è possibile accedere un gioco bonus a due giocatori basato su Mario Bros. (1983) da Super Mario Bros. 3. I giochi sono remake fedeli che presentano le premesse originali e il design dei livelli intatto. Si tratta di videogiochi a piattaforme a scorrimento laterale 2D dove il giocatore controlla l'idraulico italiano Mario e suo fratello Luigi attraverso diversi mondi tematizzati. I due saltano tra le piattaforme, evitano nemici e ostacoli inanimati, trovano segreti nascosti (come warp zone e viti verticali) e raccolgono power-up come il fungo e la stella dell'invincibilità.
Super Mario Bros., The Lost Levels e Super Mario Bros. 3 seguono Mario e Luigi nel tentativo di salvare la principessa Toadstool dal malvagio Bowser, con il giocatore che deve saltare sui nemici e distruggere blocchi nel corso dell'avventura. Super Mario Bros. 2 presenta una differente trama e gameplay: Mario, Luigi, la principessa e Toad devono sconfiggere il cattivo Re Wart, che ha maledetto la terra dei sogni. In questo gioco, il giocatore prende e lancia oggetti come verdure contro i nemici. Il giocatore seleziona uno dei quattro giochi da un menù di gioco e può uscire in qualunque momento mettendo in pausa.
I giochi presentano aggiornamenti che sfruttano l'hardware a 16 bit del Super Nintendo Entertainment System (SNES), che vanno dalle colonne sonore rimasterizzate alla grafica rinnovata e all'aggiunta dello scorrimento con parallasse. La fisica di gioco è stata leggermente modificata e alcuni glitch, come il Minus World in Super Mario Bros., sono stati risolti. Il livello di difficoltà di The Lost Levels è stato leggermente ridotto: i pericoli legati ai funghi velenosi, che possono uccidere il giocatore, sono più facili da distinguere, e ci sono più 1-up e checkpoint. All-Stars include l'opzione per salvare i progressi del giocatore, cosa che manca ai giochi originali. I giocatori possono riprendere i giochi dall'inizio di qualsiasi mondo a cui hanno avuto accesso in precedenza, o in The Lost Levels, qualsiasi livello a cui hanno avuto accesso in precedenza. È possibile memorizzare fino a quattro file di salvataggio individuali per ogni gioco.

## Sviluppo

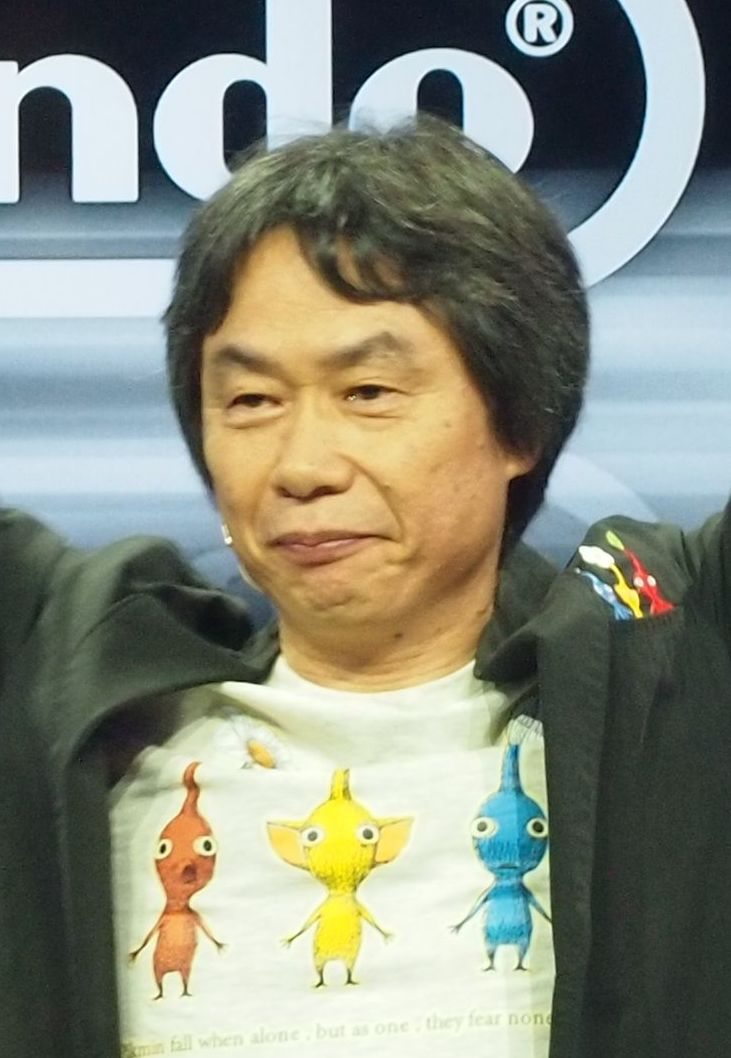
Shigeru Miyamoto nel 2013

Super Mario All-Stars è stato sviluppato da Nintendo Entertainment Analysis & Development, un'ex-divisione di sviluppo di videogiochi dell'editore giapponese Nintendo. Il titolo provvisorio del gioco era Mario Extravaganza in quanto, secondo il presidente di Nintendo Satoru Iwata, «Era una singola cartuccia piena dei primi dieci anni della ricca storia di Nintendo».
L'idea è emersa dopo il completamento di Super Mario Kart (1992). Il successivo grande gioco di Mario, Yoshi's Island (1995), era ancora in produzione, creando una lacuna nel programma di pubblicazione di Nintendo. Il creatore di Mario, Shigeru Miyamoto, suggerì di sviluppare un "pacchetto di valore" contenente tutti i giochi di Super Mario. Secondo l'assistente alla regia e designer Tadashi Sugiyama, l'idea di Miyamoto era quella di dare ai giocatori la possibilità di provare The Lost Levels. Nintendo aveva ritenuto The Lost Levels, pubblicato in Giappone come Super Mario Bros. 2 nel 1986, troppo difficile per il mercato nordamericano e pubblicò invece una versione modificata del gioco Doki Doki Panic (1987). Pertanto, non aveva attirato un vasto pubblico. Invece di trasferire semplicemente i giochi NES su una cartuccia per SNES, Nintendo li ha rifatti per quest'ultima piattaforma.
Uno dei primi compiti svolti dagli sviluppatori è stato l'aggiornamento e la rielaborazione della grafica per SNES. L'hardware più potente ha dato agli sviluppatori più colori da utilizzare nel mondo di Mario. Il designer Naoki Mori ha ricordato di essersi sentito intimidito, poiché era solo il suo terzo anno in Nintendo e gli era stato assegnato il compito di aggiornare la sua serie di punta. Gli artisti hanno basato i loro progetti su quelli del gioco per SNES Super Mario World (1990) e hanno aggiunto un contorno nero attorno a Mario per farlo risaltare sullo sfondo. Per gli sfondi neri come quelli nei castelli e nelle aree bonus di Super Mario Bros., Mori e Sugiyama hanno aggiunto dettagli come i ritratti di Bowser e Mario. Il team si è impegnato per mantenere l'atmosfera dei giochi originali lasciando inalterati il design dei livelli e i movimenti di Mario. Per preservare il gameplay, non hanno aggiunto nuove animazioni o azioni.
Mentre lavorava al remake, Sugiyama eseguiva Super Mario Bros. in modo da poterli confrontare fianco a fianco. Lo staff che ha lavorato ai giochi originali è stato coinvolto e consultato durante lo sviluppo. Il team ha preservato i glitch che riteneva utili, tra cui uno per generare vite infinite in Super Mario Bros.; tuttavia, a causa di questo glitch, hanno limitato il numero di vite che il giocatore poteva guadagnare. Sugiyama ha ricordato che il team ha risolto i problemi tecnici che pensavano avrebbero ostacolato il progresso dei giocatori, sebbene ciò abbia creato alcune differenze nei controlli. Per rendere i giochi più facili, hanno aumentato il numero di vite iniziali. Hanno anche aggiunto un'opzione di salvataggio del gioco, una funzionalità resa possibile dal recente sviluppo di cartucce con batteria. I punti di salvataggio sono stati aggiunti dopo ogni livello in The Lost Levels per ridurne la difficoltà. Anche se Mori ha aiutato con gli altri remake, ha evitato di prendere parte al processo di debug di The Lost Levels poiché era troppo difficile.

## Distribuzione
Nintendo ha pubblicato Super Mario All-Stars in Giappone il 14 luglio 1993, in Nord America l'11 agosto 1993 e in Europa il 6 dicembre 1993. In Giappone è stato pubblicato come Super Mario Collection. La raccolta ha segnato la prima volta che The Lost Levels venisse pubblicato al di fuori del suolo nipponico. Tra settembre e ottobre 1993, Nintendo Power ha tenuto un concorso dove i giocatori che aveno raggiunto un'area specifica in The Lost Levels avrebbero ricevuto una toppa termoadesiva di Mario. La raccolta, inclusa in bundle in diverse edizioni del SNES, ha venduto 10,55 milioni di copie al 2015, di cui 2,12 milioni in Giappone, rendendolo uno dei giochi più venduti di Super Mario. Nel Regno Unito è stato il videogioco più venduto nel settembre 1993.
Nintendo ha ripubblicato Super Mario All-Stars nel dicembre 1994 come Super Mario All-Stars + Super Mario World, che aggiunge Super Mario World. Quest'ultimo gioco è in gran parte identico all'originale, ma gli sprite di Luigi sono stati aggiornati per renderlo un personaggio distinto e non solo una variante di Mario con colori diversi. Una versione di Super Mario Collection è stata pubblicata anche sul Satellaview di Nintendo, un componente aggiuntivo per SNES esclusivo per il Giappone che consente agli utenti di ricevere giochi tramite radio satellitare.
Nel 2010, in occasione dei 25 anni di Super Mario Bros., Nintendo ha pubblicato Super Mario All-Stars - Edizione per il 25º anniversario (in Giappone Super Mario Collection Special Pack) per il Wii in Giappone il 21 ottobre, in Europa il 3 dicembre e in Nord America il 12 dicembre. L'edizione per il 25º anniversario viene fornita in una confezione speciale contenente l'immagine ROM originale di Super Mario All-Stars su un disco per Wii, un libretto di 32 pagine contenente concept art e interviste sulla storia di Super Mario, e un CD con la colonna sonora contentente gli effetti sonori e dieci brani della maggior parte dei giochi di Mario fino a Super Mario Galaxy 2 (2010). Questa versione ha venduto 2,24 milioni di copie (920 000 in Giappone e 1,32 milioni all'estero) al marzo 2011. La raccolta è stata nuovamente pubblicata nel 2020 sul Nintendo Switch per il 35º anniversario del gioco originale, arrivando come parte dei giochi classici nella libreria del servizio online a pagamento Nintendo Switch Online.

## Accoglienza
| Testata                          | Giudizio |
| -------------------------------- | -------- |
| GameRankings (media al 09/18/09) | 90%      |
| Computer and Video Games         | 94%      |
| Edge                             | 8/10     |
| Nintendo Magazine System         | 95/100   |
| SNES Force                       | 92%      |

La raccolta ha ricevuto il plauso della critica. I recensori pensavano che fosse un must che rappresentasse la libreria SNES al suo meglio e avrebbe occupato i giocatori per ore, se non giorni. Nintendo Magazine System (NMS) stimava che potrebbe intrattenere i giocatori fino a un anno. Un recensore di Computer and Video Games (CVG) ha descritto Super Mario All-Stars come la versione del regista di Super Mario, che offre ai fan grafica e audio aggiornati oltre a un gioco (The Lost Levels) che pochi avevano sperimentato. Un recensore dell'Electronic Gaming Monthly (EGM), sorpreso dai miglioramenti, lo definì un «capolavoro dall'inizio alla fine».
I critici vedevano i giochi della raccolta come eccellenti remake, affermando che sono invecchiati bene e apprezzando lo sforzo profuso per adattarli al SNES. Per AllGame, esaminando retrospettivamente la versione che include Super Mario World, la compilation ha rappresentato «l'apice assoluto del genere platform 2D». La critica sosteneva che i giochi funzionassero esattamente come sul NES e conservavano ciò che li rendeva fantastici. I revisori dell'EGM erano soddisfatti che i vari segreti fossero rimasti intatti. Nintendo Power ha scritto che i giochi sono migliorati con il tempo, mentre EGM e CVG hanno suggerito ai giocatori di abbandonare gli antiquati giochi per il NES in favore della revisione per SNES. Sebbene un recensore di NMS abbia ammesso di preferire Super Mario World, citando i controlli meno istintivi della raccolta e la grafica un po' semplicistica, ha detto che valeva comunque la pena acquistare Super Mario All-Stars.
Ai recensori sono piaciuti gli aggiornamenti ricevuti dai giochi durante il passaggio al SNES. Nintendo Power, ad esempio, ha elogiato l'aggiunta di una funzione di salvataggio, ritenendo che avrebbe dato la possibilità ai giocatori che non avevano mai finito i giochi di farlo. La grafica aggiornata è stata elogiata; i recensori di NMS hanno ammirato l'attenzione ai dettagli, che secondo loro ha reso la raccolta degna di essere acquistata, e AllGame ha definito le immagini come colorate e da cartone animato. CVG pensava che gli sfondi avrebbero potuto trarre beneficio da maggiori dettagli, ma GamePro pensava che fossero sufficientemente dettagliati. I recensori hanno elogiato anche le colonne sonore aggiornate. Per EGM, l'audio ha migliorato l'esperienza, e GamePro ha notato l'aggiunta di effetti eco e bassi.
Le critiche rivolte a Super Mario All-Stars si concentravano generalmente sulla sua mancanza di innovazione. A parte gli aggiornamenti all'architettura 16 bit, la funzione di salvataggio e (per il pubblico statunitense) The Lost Levels, ha scritto Nintendo Power, la raccolta non presentava nulla di nuovo, un sentimento riecheggiato da CVG. «[Se] la miglior cartuccia in circolazione è una raccolta di vecchi giochi a otto bit», ha scritto Edge, «non dice molto sullo standard dei nuovi giochi, vero?». I recensori avevano pareri discordanti anche su quale fosse il miglior gioco della raccolta. Un recensore dell'EGM ha sostenuto come il miglior gioco fosse Super Mario Bros. 2, ma un altro critico della stessa rivista e Nintendo Power sostenevano come l'onore spettasse a The Lost Levels. NMS, CVG e Edge, tuttavia, hanno criticato The Lost Levels per la sua difficoltà, con Nintendo Magazine System che lo considerava solo un bonus interessante. Edge ha detto che valeva la pena acquistare la raccolta per Super Mario Bros. e Super Mario Bros. 3, ma non per Super Mario Bros. 2 poiché il recensore ha trovato il suo gameplay privo di fluidità e con un level design scadente.
Nel 1994, il gioco fu premiato con un Golden Joystick Award per il gioco dell'anno su console domestica.

### Edizione per il 25º anniversario
| Testata                        | Giudizio |
| ------------------------------ | -------- |
| Metacritic (media al 30/01/11) | 70/100   |
| G4                             | 3/5      |
| GamesRadar+                    | 4/5      |
| IGN                            | 7/10     |
| Nintendo Life                  | 5/10     |
| Nintendo World Report          | 6/10     |
| Official Nintendo Magazine     | 90%      |
| The Guardian                   | 3/5      |
| Eurogamer.it                   | 8/10     |

Stando al sito web aggregatore di recensioni Metacritic, Super Mario All-Stars - Edizione per il 25º anniversario ha ricevuto «recensioni miste o nella media». I critici erano delusi dalla mancanza di novità nella riedizione, che hanno trovato pigra. Hanno espresso stupore circa il fatto che gli sviluppatori non avessero sfruttato lo spazio extra offerto dai dischi per Wii aggiungendo nuovi giochi o usando la versione Super Mario All-Stars + Super Mario World. The Guardian ha paragonato in maniera sfavorevole l'Edizione per il 25º anniversario al remake Wii del gioco GoldenEye 007 (1997) per Nintendo 64  pubblicato all'inizio dello stesso anno. Il recensore sosteneva che GoldenEye offrisse una nuova grafica, livelli e motivi per giocare, mentre Super Mario All-Stars era proprio la stessa raccolta pubblicata su SNES nel 1993. The A.V. Club è arrivato a dichiarare che l'Edizione per il 25º anniversario «fallisce ad ogni livello immaginabile, e anche ad alcuni inconcepibili». Anche un recensore di Eurogamer.it ha lamentato l'assenza di modifiche ai giochi originali, notando come in particolare Nintendo avrebbe potuto fare «un piccolo sforzo per riproporre i giochi in formato 16:9 piuttosto che in 4:3 originale».
Il libretto Super Mario History ha diviso la critica. Nintendo Life e The A.V. Club lo hanno criticato per quella che consideravano una qualità di produzione economica. Sebbene Nintendo Life lo abbia trovato piuttosto intrigante, entrambi hanno definito vaghi e privi di significato i commenti a singola frase degli sviluppatori. The AV. Club ha affermato che i documenti di progettazione dei livelli erano «oscurati da immagini e schemi scritti in giapponese senza traduzione». IGN invece riteneva che l'opuscolo non riuscisse a dimostrare l'importanza di Mario, poiché mancavano informazioni sui capitoli per Game Boy, su Yoshi's Island e su altri giochi Nintendo. Altri hanno trovato l'opuscolo interessante; GamesRadar+ ha affermato che per i fan di Mario le bozze originali di Miyamoto «valessero da sole 30 $».
Il CD della colonna sonora ha ricevuto critiche ed è stato percepito come un'occasione mancata. I recensori sono rimasti delusi dal fatto che contenesse solo dieci tracce e che la metà di esse fosse dedicata agli effetti sonori. Ad esempio, Nintendo Life ha affermato che «non riempie nemmeno la metà del tempo di esecuzione potenziale» di 74 minuti dei CD audio. Allo stesso modo, IGN ha affermato che dieci tracce, di cui solo una delle venti tracce di Super Mario Galaxy (2007), non erano sufficienti. Al contrario, The Guardian ha detto che il CD avrebbe reso felici i giocatori e GamesRadar+ ha pensato che fosse raro che Nintendo pubblicasse le colonne sonore dei giochi al di fuori del Giappone. GamesRadar+ ha detto che il CD ha contribuito a far sembrare importante la raccolta, sottolineando che conteneva la prima pubblicazione ufficiale del Ground Theme di Super Mario Bros..
Nintendo Life ha scritto che non c'era motivo per Nintendo di non aggiungere altro alla raccolta, suggerendo che non ci sarebbe voluto molto sforzo per aggiungere interviste, pubblicità e altri contenuti dietro le quinte. Nonostante la delusione generale, i critici hanno affermato che i giochi sono rimasti di alta qualità. Alcuni hanno ammesso di preferire gli originali per NES, ma altri hanno pensato che la grafica aggiornata a 16 bit e l'aggiunta di una funzione di salvataggio fossero eccezionali. Tuttavia, alcuni hanno incoraggiato i lettori ad acquistare i giochi individualmente sul servizio Virtual Console di Wii se non avevano già acquistato la raccolta. GamesRadar+, IGN e Official Nintendo Magazine hanno notato che questo era un modo più economico per sperimentarli. Come ha scritto Nintendo World Report, «alla fine, il valore di [Super Mario All-Stars] giace nel fatto che tu voglia investire ancora una volta in questi classici titoli di Mario».

## Eredità
Nel 1997, quando lo staff di EGM classificò Super Mario Bros., Super Mario Bros. 2 e Super Mario Bros. 3 nella sua lista dei migliori giochi per console di tutti i tempi, specificarono che parlavano dell'edizione All-Stars per tutti e tre i giochi. Parlando di Super Mario Bros. 3 (classificato al secondo posto), hanno detto: «Solo un promemoria: non includiamo raccolte di videogiochi nella nostra Top 100, altrimenti Super Mario All-Stars sarebbe chiaramente il gioco numero uno di tutti i tempi». Famitsū ha definito All-Stars un modello per i remake dei videogiochi in una retrospettiva del 2005. Nel 2018, Complex ha definito All-Stars il decimo miglior gioco per SNES. Nel 1996, GamesMaster ha posizionato All-Stars al terzo posto nella classifica di giochi per SNES. Nel 1995, Total! ha posizionato All-Stars al primo posto nella sua classifica dei 100 migliori giochi per SNES scrivendo: «Questa è forse la migliore cartuccia su ogni sistema, qualunque esso sia».
Super Mario Advance (2001) e Super Mario Advance 4: Super Mario Bros. 3 (2003), remake di Super Mario Bros. 2 e 3 per il Game Boy Advance di Nintendo, includono elementi delle versioni di Super Mario All-Stars, come la grafica e l'audio aggiornato. Super Mario 3D All-Stars, una raccolta per Nintendo Switch dei primi tre videogiochi 3D di Super Mario, è stata pubblicata per il 35º anniversario della serie nel 2020. Stando a Eurogamer, Nintendo si è riferita internamente alla raccolta con il nome di Super Mario All-Stars 2 nel corso dello sviluppo.